# Heidi Hautala
Heidi Anneli Hautala, född 14 november 1955 i Uleåborg, är en finländsk politiker (grön). Hon var partiledare 1987-1991 och presidentkandidat 2000 och 2006; i det senare valet fick hon i första omgången 105 086 röster, 3,49 %, vilket gjorde att hon blev den fjärde bästa kandidaten.
Hautala var riksdagsledamot 1991-1995 och 2003-2009, europaparlamentariker 1995-2003 och 2009-2011 samt utvecklingsminister i regeringen Katainen 2011-2013. 
Hautala var Vegas sommarpratare år 2014.

## Utmärkelser
- Riddartecknet av I klass av Finlands Vita Ros’ orden,  6 december 2006[7]
- Terra Mariana-korsets orden, tredje graden,  4 februari 2009[8]
- Mchitar Gosj-medaljen,  2017[9]
- Kommendörstecknet av Finlands Lejons orden,  6 december 2018[7]

[Redigera Wikidata]